# Warmsroth
Warmsroth ist eine Ortsgemeinde im Landkreis Bad Kreuznach in Rheinland-Pfalz. Sie gehört der Verbandsgemeinde Langenlonsheim-Stromberg an.

## Geographie
Warmsroth liegt im Hunsrück südwestlich des Rheins. Knapp die Hälfte der Gemarkungsfläche ist bewaldet. Zu Warmsroth gehört der Ortsteil Wald-Erbach. Im Osten befindet sich Waldalgesheim, im Süden Roth und westlich liegt Stromberg.

## Geschichte
Die älteste erhaltene Erwähnung des Dorfes, als Warmsrait, stammt von 1281. Von 1398 bis zur Französischen Revolution gehörte er zur Kurpfalz. Das Kloster Otterberg war im Ort begütert.
Der Ortsteil Wald-Erbach bildete bis zur Eingemeindung nach Warmsroth im Jahr 1920 eine eigenständige Gemeinde, die 1910 allerdings nur noch 13 Einwohner hatte.
Statistik zur Einwohnerentwicklung
Die Entwicklung der Einwohnerzahl von Warmsroth, die Werte von 1871 bis 1987 beruhen auf Volkszählungen:
| Jahr | Einwohner |
| 1815 | 152       |
| 1835 | 206       |
| 1871 | 251       |
| 1905 | 255       |
| 1939 | 260       |
| 1950 | 266       |

| Jahr | Einwohner |
| 1961 | 261       |
| 1970 | 302       |
| 1987 | 414       |
| 2005 | 407       |
| 2022 | 541       |

## Politik

### Gemeinderat
Der Gemeinderat in Warmsroth besteht aus zwölf Ratsmitgliedern, die bei der Kommunalwahl 2024 in einer Mehrheitswahl gewählt wurden, und dem ehrenamtlichen Ortsbürgermeister als Vorsitzendem.

### Bürgermeister
Björn Engelhardt wurde 2024 Ortsbürgermeister von Warmsroth.
Vorgänger:
- Hanspeter Straub, 2021 bis 2024
- Thomas Diederich, 2019 bis 2020
- Hans-Günter Schnipp, bis 2019

## Kultur und Sehenswürdigkeiten
Das Wahrzeichen von Warmsroth ist der Glockenturm mit seiner Barockhaube aus dem Jahr 1754, der zur ehemaligen Ortskirche gehörte. In Wald-Erbach befindet sich die aufwendig restaurierte St. Pankratius-Kapelle.
Siehe auch: Liste der Kulturdenkmäler in Warmsroth

## Wirtschaft und Infrastruktur
Im Südwesten verläuft die Bundesautobahn 61.
Seit 1996 wird südlich der Ortsgemeinde und nördlich der Autobahnanschlussstelle ein rund 20 Hektar großer Gewerbepark geplant. Im Jahr 2020 wurde der Bebauungsplan maßgeblich überarbeitet und der Bau des Gewerbeparks soll nun verwirklicht werden. Mit der Fertigstellung wäre der Gewerbepark, nach dem in Waldlaubersheim, einer der größten der Region.

## Persönlichkeiten
- Martin Mohr (1788–1865), Abgeordneter der Frankfurter Nationalversammlung und Präsident des Hessischen Landtages